# Pierre Bézard
Pour les articles homonymes, voir Bézard.
Pierre Bézard, né le 10 octobre 1932 à Saïgon (Cochinchine) et mort le 29 avril 2021 à Asnières-sur-Seine, est un ancien magistrat français. Il fut notamment procureur de la République de Paris et président de chambre à la Cour de Cassation.

## Biographie
Pierre Bézard a passé sa jeunesse à Saigon (Hô-Chi-Minh-Ville) et à Hanoï. À partir des années 1990, il a été chargé par le gouvernement vietnamien de rédiger le code civil et le code du commerce du pays.  
Ayant obtenu son doctorat en droit à Poitiers, il est avocat stagiaire à Poitiers (1959). Détenteur du certificat d'aptitude à la profession d'avocat (CAPA), il entre au service contentieux des Messageries maritimes. Il devient auditeur à l’École nationale de la magistrature (ENM) en 1962, dans l'une des premières promotions de ladite École. D'abord substitut à Limoges (1964), en 1966 il est détaché à la Chancellerie où il s'occupe de droit européen et international. Dès 1968, il passe au bureau du droit commercial à la direction des affaires civiles pour s'occuper du droit des sociétés, avec les gardes des Sceaux Jean Foyer, René Capitant et René Pleven. À l'époque, sortaient les grands textes sur le droit des sociétés, sur le droit des procédures collectives, sur les groupements d'intérêt économique. Nommé chef du bureau du droit commercial (1973), il suit à Bruxelles l'élaboration des directives européennes de droit des sociétés et du droit de la bourse. Puis, il est nommé chef des services juridiques de la Commission des opérations de bourse (COB) (1976-1982). En 1982 il est nommé procureur de la République adjoint près du tribunal de grande instance (TGI) de Paris. Nommé en mai 1986 conseiller à la Cour de cassation, il est affecté à la chambre commerciale. Il présida le jury de l'École nationale de la magistrature (ENM) et fut également membre du collège de la COB.
Membre de la commission d’instruction de la Haute Cour de justice (1986-1988).
Le 18 juillet 1988, il est nommé procureur de la République près le tribunal de grande instance de Paris. Plusieurs incidents l'opposent depuis lors au garde des Sceaux Pierre Arpaillange, qui pourtant l'avait nommé au sommet du parquet de Paris. Notamment au cours de l'affaire Luchaire où le procureur Bézard semble ne pas accepter volontiers les consignes du ministre de la Justice qui avait ordonné par écrit que le parquet prît des réquisitions de non-lieu. D'autres dissensions apparaissent sur la conduite de l'action publique dans l'affaire de la Société générale.
Le 10 mai 1990 il adresse une lettre à François Mitterrand, qui aux termes de la norme constitutionnelle en vigueur à l'époque en tant que président de la République est le président du Conseil supérieur de la magistrature, où il demande sa réintégration au sein de la cour de cassation. Le 23 août 1990 il est nommé conseiller de la cour de cassation et quitte le parquet de Paris. En septembre, après son installation, il est affecté par le premier président Pierre Drai à la chambre commerciale de la Cour de cassation. En 1991, il est désigné par le Conseil supérieur de la magistrature, à l'unanimité, président de chambre à la cour de cassation et nommé par le premier président Drai à la présidence de la chambre commerciale. 
Il est admis à faire valoir ses droits à la retraite à compter du 11 octobre 1998 et maintenu en fonctions jusqu'au 30 juin 1999. Il vit en partie à Uzès et fait encore trois voyages par an dans son pays natal, le Vietnam. 

## Décorations
- Commandeur de la Légion d'honneur (14 juillet 2005)
- Commandeur de l'ordre national du Mérite
- Officier de l'ordre des Palmes académiques
- Médaille de l'amitié du peuple vietnamien.

## Publications
- Les Groupes de sociétés, 1972
- Les Sociétés civiles, 1979
- Les OPA, 1981
- La Société anonyme, 1986
- La Codification au Vietnam, 2001
- l'Or, le Fer et le Droit, 2011
- Juger, mission impossible ? - Cinquante ans de pratique et quelques réflexions, 2014